# Abgestürzt
Abgestürzt ist ein autobiografischer Jugendroman von Marie Kaufmann (Pseudonym) und basiert auf einer wahren Begebenheit. Herausgegeben wurde es von Annette Weber und ist 2009 in der K.L.A.R.-Taschenbuchreihe im Verlag an der Ruhr erschienen. Das Buch wird als Schullektüre verwendet.

## Handlung
Marie bemerkt schon früh, dass ihre Mutter Marianne drogenabhängig ist, und erfährt später, dass ihre Mutter sich mit HIV angesteckt hat.
Auf einer Party lernt Marianne Günther kennen, der auch Drogen nimmt. Marianne und Günther verlieben sich ineinander. Als sie einmal umherziehen, werden Günther und Marie in ein Zelt eingeladen, wo Christen für ihren Glauben werben. Dadurch werden Günther und Marie gläubig. Günther zieht daraufhin zu Marianne und Marie. Marianne wird schwanger und bringt ein zweites Kind, Noah, zur Welt. Marianne, Maries Mutter, wird erneut schwanger und sie bekommt Felix.
Als bei Marianne AIDS ausbricht, ermattet sie zunächst und stirbt dann. Später stirbt dann auch der leibliche Vater von Marie. Günther, der Freund ihrer Mutter, hat einen Rückfall, nachdem Marianne gestorben ist. Durch Drogen-Cocktails ist er oft geistig verwirrt und weiß dann nicht, was er tut.
Marie kommt daraufhin in eine Pflegefamilie. Die erste Pflegefamilie von Marie ist die Familie Fischer. Die strengen Pflegeeltern sind streng gläubig und haben viele Vorschriften und Regeln. Marie hält es nicht lange bei den Fischers aus.
Danach zieht sie zu ihrer Oma, weil sie bei ihrer Pflegefamilie zu viel Stress hat. Die Oma leidet unter Paranoia. Marie und ihre Großmutter streiten sich oft. Marie lernt bald darauf ihren Freund Dirk kennen. Sie treffen sich mit weiteren Freunden und Bekannten. Dort kommt Marie dann zum ersten Mal selbst mit Drogen in Kontakt; Dirk löst die Beziehung mit Marie auf.
Später lernt Marie Justus kennen. Sie verstehen sich anfangs gut, das Problem aber ist, dass Marie denkt, sie müsse Drogen nehmen, um Justus nah bleiben zu können. Bald darauf mietet Marie eine Wohnung. Dort treffen sie sich immer. Justus macht Marie in der Gegenwart anderer Personen schlecht. Weil Marie das ganze Geld für Drogen ausgegeben hat, bezahlt sie ihre Miete nicht mehr. Später wird deshalb der Mietvertrag gekündigt und Marie muss sich in ein dunkles Zimmer in einem Hotel einmieten. Sie versucht nun von den Drogen durch Tabletten und Medikamente loszukommen. Eines Tages spricht ein Bekannter sie an und meint, sie wäre kein Mensch, der Drogen nehmen sollte.
Daraufhin versucht sie mit Kai, von der Sucht los zu kommen. Kai behandelt Marie und versucht ihr den Entzug möglichst leicht zu machen. Bald weiß Marie, dass sie ohne ihre Sucht leben kann. Sie geht nun auf die Abendschule, wo sie Justus kennen lernt, der auch diese Abendschule besucht. Sie verstehen sich wieder gut, jedoch ist die Beziehung nicht stabil, weshalb sie auch letztlich scheitert. Marie inhaliert nun Rauch, trinkt Alkohol und lebt sexuell ausschweifend. Bald lässt sie diese Ausschweifungen aber, weil sie davon auch nicht glücklich wird.
Der Roman endet mit einem Happy End: Marie und ihr Jugendfreund Marcel verlieben sich ineinander, heirateten und bekommen Nachwuchs. Die Schwangerschaft hat Marie innerlich auch beim Ausstieg aus den Drogen geholfen, weil sie ihrem ungeborenen Kind nicht durch Drogen schaden möchte.

## Rezeption
Zum Buch erschien eine Lehrerhandreichung. Die Lektüre sollte sich zum Ende der Mittelstufe (Klasse 9 oder 10) an weiterführenden Schulen einsetzen lassen.

## Rezension
Auf dem leseforum bayern des Staatsinstitut für Schulqualität und Bildungsforschung (ISB) erschien eine Rezension des Buches, die mit der folgenden Empfehlung endet:
„Mit der Anschaffung für die Schulbibliothek trägt dieser Band dazu bei, Lesemuffel, Nichtleser und alle, die sich als Jugendliche mit dem Lesen schwer tun, an eine Lektüre heranzuführen.“